# James Gascoyne-Cecil, 2:e markis av Salisbury
James Brownlow William Gascoyne-Cecil, 2:e markis av Salisbury, född den 17 april 1791, död den 12 april 1868, var en brittisk torypolitiker, ättling till Robert Cecil, 1:e earl av Salisbury, son till James Cecil, 1:e markis av Salisbury och far till Robert Gascoyne-Cecil, 3:e markis av Salisbury.
Han var parlamentsledamot 1813–1823 och kommissionär för Indien 1818–1827. Han blev medlem av the Privy Council 1826. Lord Salisbury var storsigillbevarare i Derbys ministär februari-december 1852 och lordpresident, ävenledes under Derby, februari 1858–juni 1859.

## Familj
James Gascoyne-Cecil gifte sig första gången 1821 med Frances Mary Gascoyne (1802–1839) och andra gången 1847 med lady Mary Catherine Sackville-West (1824–1900) , dotter till George John Sackville-West, 5:e earl De La Warre. Med sina båda fruar fick han 11 barn, däribland:
- James Emilius William Gascoyne-Cecil, viscount Cranborne (1821–1865)
- Lady Mary Blanche Gascoyne-Cecil (1825–1872), gift med James Maitland Balfour
- Robert Gascoyne-Cecil, 3:e markis av Salisbury (1830–1903)
- Lady Mary Arabella Gascoyne-Cecil (1848–1903), gift med Alan Plantagenet Stewart, 10:e earl av Galloway